# Coleophora chretienella
Coleophora chretienella é uma espécie de mariposa do gênero Coleophora pertencente à família Coleophoridae.